# Peanuts
Peanuts (англ. Мелочь пузатая) — ежедневный американский комикс, созданный Чарльзом М. Шульцем и выходивший со 2 октября 1950 года по 13 февраля 2000 года. По комиксу был сделан одноимённый мультсериал, который начал выходить в 1965 году. Peanuts, насчитывающий 17 897 выпусков, считается одним из самых популярных комиксов, оказавших большое влияние на всю индустрию.
На пике своей популярности комикс публиковался в более чем 2600 газетах, был переведён на 21 язык и его читали 365 миллионов человек в 75 странах мира. Учитывая всю побочную продукцию, выпущенную по мотивам комикса, Шульц заработал более 1 миллиарда долларов. В настоящее время во многих газетах продолжают перепечатывать старые выпуски комикса.
Peanuts достигли большого успеха своими специальными выпусками на телевидении, некоторые из которых, включая Рождество Чарли Брауна и Это Великая Тыква, Чарли Браун, выиграли премию Эмми или были на неё номинированы.

## История
Прототипы персонажей Peanuts появились в книге Li’l Folks, которая выходила в печатавшейся в родном городе Шульца фирме St. Paul Pioneer Press с 1947 по 1950 год. В этой книге Шульц впервые использовал имя Чарли Браун, а также в нём присутствовала собака, похожая на раннюю версию Снупи.
2 октября 1950 года Peanuts впервые появились в восьми газетах: The Washington Post, The Chicago Tribune, The Minneapolis Tribune, The Allentown Call-Chronicle, The Bethlehem Globe-Times, The Denver Post, The Seattle Times и The Boston Globe. Начиная с этого дня комикс стал выходить в газетах ежедневно. В самом первом выпуске, состоящем из четырёх панелей, Чарли Браун проходит мимо двух других персонажей — Шерми и Пэтти. Снупи впервые появился в третьем выпуске, который вышел 4 октября.
Выход комикса продолжался до самой смерти автора, который умер 12 февраля 2000 года. На следующий день в газетах появился последний выпуск комикса, в котором было напечатано обращение Шульца к своим читателям.